# Walter Bäz-Dölle
Walter Bäz-Dölle (* 1935 in Lauscha) ist ein deutscher Kunstglasbläser, Glasgestalter und Glaskünstler.

## Leben
Nach dem Schulbesuch absolvierte Walter Bäz-Dölle von 1948 bis 1950 eine Lehre als Glasapparatebläser. Anschließend arbeitete er in der väterlichen Glasbläserwerkstatt. Von 1971 bis 1973 studierte er an der Fachschule für Angewandte Kunst Schneeberg Glasgestaltung  Bis 1974 arbeitete er dann als Kunstglasbläser im VEB Farbglaswerk Lauscha. Danach war er freischaffend in Lauscha tätig. 1974 erhielt er den Titel Kunstschaffender im Handwerk und wurde er in den Verband Bildender Künstler der DDR aufgenommen, dem er bis 1990 angehörte.
Seit 1973 hatte er Einzelausstellungen und nahm er an Kunstausstellungen im In- und Ausland teil, u. a. 1977/1978 und 1982/1983 in Dresden an der VIII. und IX. Kunstausstellung der DDR.

## Werke aus Glas (Auswahl)
- Becher mit Maserung (1976)[1]
- Schale (1978; Kunstgewerbemuseum Dresden; Inv.- Nr. 73490)[2]
- Bizarre Bergwelt (1978, bizarre mehrteilige Skulptur; farbloses Glas auf Holzsockel, Lampentechnik; Kunstgewerbemuseum Dresden; Inv.- Nr. 47821)[3]
- Becher und Kugelvase mit Maserung (1981; opalweißes und rotbraunes Glas, Lampentechnik; Kunstgewerbemuseum Dresden, Inv.- Nr. 47109)[4]
- Kugelvase mit vier Tellereinsätzen (1983; Kunstgewerbemuseum Dresden; Inv.- Nr. 47822)[5]

## Öffentliche Sammlungen mit Werken Bäz-Dölles (unvollständig)
- Arnstadt: Schlossmuseum
- Dresden: Kunstgewerbemuseum
- Lauscha: Museum für Glaskunst

## Einzelausstellungen (unvollständig)
- 1980: Dresden, Neue Dresdener Galerie
- 1981: Berlin, Studio-Galerie (mit Hubert Koch und Otto Schindhelm)
- 1983: Erfurt, Angermuseum
- 1985: Eisenach, Thüringer Museum